# 巨智部忠承
巨智部 忠承（こちべ ただつね、1854年3月11日（嘉永7年2月13日） - 1927年（昭和2年）3月29日）は、明治から大正時代の地質学者。農商務省地質調査所長。統監府農商工部技監。

## 経歴
巨智部英三郎の長男としてのちの長崎市爐粕町に生まれる。東京大学を卒業し、1880年（明治13年）7月、同校理学部地質学教授となる。勧農局事務取扱、地質課勤務を兼ね、1883年（明治16年）11月、農商務省御用掛となり、翌年文部省御用掛を兼ねる。ついで農商務権少技長に任じ地質局に奉職し、1888年（明治21年）地質局課長心得となり、1893年（明治26年）地質調査所所長に任じた。応用地質学の先駆者で地質図の作製、鉱床調査や油田開発などを手掛けた。1905年（明治38年）統監府農商工部技監となった。